# Рахмановское муниципальное образование
Рахмановское муниципальное образование — сельское поселение в Пугачёвском районе Саратовской области Российской Федерации.
Административный центр — село Рахмановка.

## История
Статус и границы сельского поселения установлены Законом Саратовской области от 27 декабря 2004 года № 89-ЗСО «О муниципальных образованиях, входящих в состав Пугачёвского муниципального района».

## Население
| 2010  | 2011  | 2012  | 2013  | 2014  | 2015  | 2016  |
| ----- | ----- | ----- | ----- | ----- | ----- | ----- |
| 2299  | ↘2289 | ↘2254 | ↘2252 | ↘2202 | ↘2157 | ↘2092 |
| 2017  | 2018  | 2019  | 2020  | 2021  |       |       |
| ↘2066 | ↘2052 | ↘1995 | ↘1941 | ↘1633 |       |       |

## Состав сельского поселения
| №  | Населённый пункт | Тип населённого пункта       | Население |
| -- | ---------------- | ---------------------------- | --------- |
| 1  | Еремино          | посёлок                      | ↘102      |
| 2  | Карловка         | село                         | ↘442      |
| 3  | Максютово        | село                         | ↘121      |
| 4  | Малая Тарасовка  | село                         | ↘215      |
| 5  | Муравли          | посёлок                      | 6         |
| 6  | Новая Порубёжка  | село                         | ↘424      |
| 7  | Новая Шиншиновка | село                         | ↘123      |
| 8  | Новодмитриевка   | посёлок                      | 66        |
| 9  | Новопавловка     | посёлок                      | ↘130      |
| 10 | Новоспасское     | село                         | 50        |
| 11 | Рахмановка       | село, административный центр | ↘620      |